# Веллингтонский оперный театр
Веллингтонский оперный театр (англ. Opera House, Wellington) — театр с авансценой в Веллингтоне, Новая Зеландия, расположенный на улице Мэннерс-стрит.

## История
До действующего оперного театра функционировал Императорский оперный театр, который открылся в 1878 году, но сгорел год спустя.
Строительные работы над зданием оперного театра начались в 1911 году. В мае 1913 года здание получило наименование — Большой оперный театр. Главный архитектор Уильям Питт работал в Мельбурне, Австралия, и большую часть работ курировал архитектор из Веллингтона Альберт Лидди. Оперный театр открылся 12 апреля 1914 года вечерним представлением с полной вместимостью 2141 человек на трёх уровнях партера, бельэтажа и галереи, включая 50 мест в ложе. Оригинальная обивка сидений была изготовлена и установлена веллингтонской компанией Kirkcaldie & Stains, а интерьер отличается  гипсовыми молдингами и богато украшенным куполом. Здание было спроектировано с кирпичными внешними стенами с деревянными полами и крышей с деревянным каркасом. Зарегистрировано Фондом по охране исторических мест Новой Зеландии как историческое место категории 1.
На фотографии, висящей в нише фойе бельэтажа, запечатлена Филлис Портер, танцовщица в J.C. Williamson Peep Show Company в 1923 году, которая умерла в больнице Веллингтона после того, как её костюм загорелся.
В 1977 году здание было отремонтировано при финансовой поддержке новозеландской страховой компании State Insurance, и в течение многих лет оно было известно как Государственный оперный театр.
В 1990-х и начале 2000-х годов зданием управлял St James Theatre Trust. В июле 2011 года Positively Wellington Venues, объединение Wellington Convention Centre и St James Theatre Trust, начали управлять театром под новым названием The Opera House вместе с пятью другими площадками в столице. В октябре 2012 года было объявлено, что оперный театр, возможно, придётся закрыть. К концу 2016 года финансирование от городского совета Веллингтона и Фонда исполнительских искусств Веллингтона позволило укрепить здание и восстановить его до достаточного уровня, чтобы оно оставалось открытым для публики. Реконструкция также включала отмеченную наградами реставрацию его оригинальных внутренних деталей местным архитектором и 14 художниками и артистами.
Оперный театр использовался для сцен в фильме Питера Джексона 2005 года «Кинг-Конг».